# Gare de Franois
La gare de Franois est une gare ferroviaire française, de la ligne de Dole-Ville à Belfort, située sur le territoire de la commune de Franois dans le département du Doubs en région Bourgogne-Franche-Comté.
Elle est mise en service en 1856 par la Compagnie des chemins de fer de Paris à Lyon et à la Méditerranée (PLM).
C'est une halte ferroviaire de la Société nationale des chemins de fer français (SNCF) du réseau TER Bourgogne-Franche-Comté desservie par des trains régionaux.

## Situation ferroviaire
Établie à 276 mètres d'altitude, la gare de bifurcation de Franois est située au point kilométrique (PK) 398,889 de la ligne de Dole-Ville à Belfort, entre les gares de Dannemarie - Velesmes et de Besançon-Viotte. Elle est également l'origine, au PK 0,000, de la ligne de Franois à Arc-et-Senans, avant la gare de Montferrand - Thoraise.

## Histoire
La gare de Franois est mise en service le 7 avril 1856 par la Compagnie des chemins de fer de Paris à Lyon et à la Méditerranée (PLM), lorsqu'elle ouvre la deuxième section de Dole à Besançon de sa ligne de Dijon à Belfort.
La gare de « Franois » est l'une des 1763 gares, stations ou haltes de la Compagnie PLM listées dans la nomenclature 1911. C'est une gare ouverte au service complet de la grande vitesse (voyageurs), « à l'exclusion des voitures, chevaux et bestiaux », et fermée au service de la petite vitesse (marchandises), qui peut recevoir ou expédier des dépêches privées. C'est une gare de la ligne de Dijon à Belfort, située entre la gare de Dannemarie et la celle de Besançon-Viotte, et de la ligne de Besançon-Viotte à Mouchard, entre les gares de Besançon-Viotte et de Montferrand.
Au cours de la seconde moitié du XXe siècle, la gare perd son guichet et son personnel, pour devenir une simple halte voyageurs.
En 2015, c'est une gare voyageurs d'intérêt local (catégorie C : moins de 100 000 voyageurs par an de 2010 à 2011), qui dispose de deux quais (1 et 2), une traversée des voies à niveau par le public (TVP) et un abri de quai.

### Catastrophe ferroviaire
En 1866, un accident meurtrier (14 morts) a lieu à deux kilomètres de la gare, entre un train de voyageurs qui venait de la quitter et un train de marchandises en provenance de Dannemarie-sur-Crète.

## Fréquentation
La fréquentation de la gare est détaillée dans le tableau ci-dessous :
| Année     | 2015   | 2016   | 2017   | 2018   | 2019  | 2020  | 2021  | 2022  | 2023  | 2024  |
| --------- | ------ | ------ | ------ | ------ | ----- | ----- | ----- | ----- | ----- | ----- |
| Voyageurs | 24 509 | 25 535 | 28 351 | 12 811 | 8 215 | 6 003 | 5 658 | 9 331 | 8 656 | 9 544 |

## Service des voyageurs

### Accueil
C'est une halte SNCF, point d'arrêt non géré (PANG) à entrée libre, elle dispose de deux quais avec abris.
Un passage de niveau planchéié permet la traversée des voies et le passage d'un quai à l'autre.

### Desserte
Franois est une gare du réseau TER Bourgogne-Franche-Comté desservie par des trains régionaux de la ligne Besançon-Viotte - Lons-le-Saunier.

### Intermodalité
Un parc pour les vélos et un parking pour les véhicules y sont aménagés.
Elle est desservie par les lignes  58  61  du réseau de transports urbains Ginko de Grand Besançon Métropole.

## Service des marchandises
Une desserte fret depuis Besançon existe dans cette gare grâce à un embranchement particulier remettant de nombreux wagons chargés de ferraille.

## Galerie de photographies

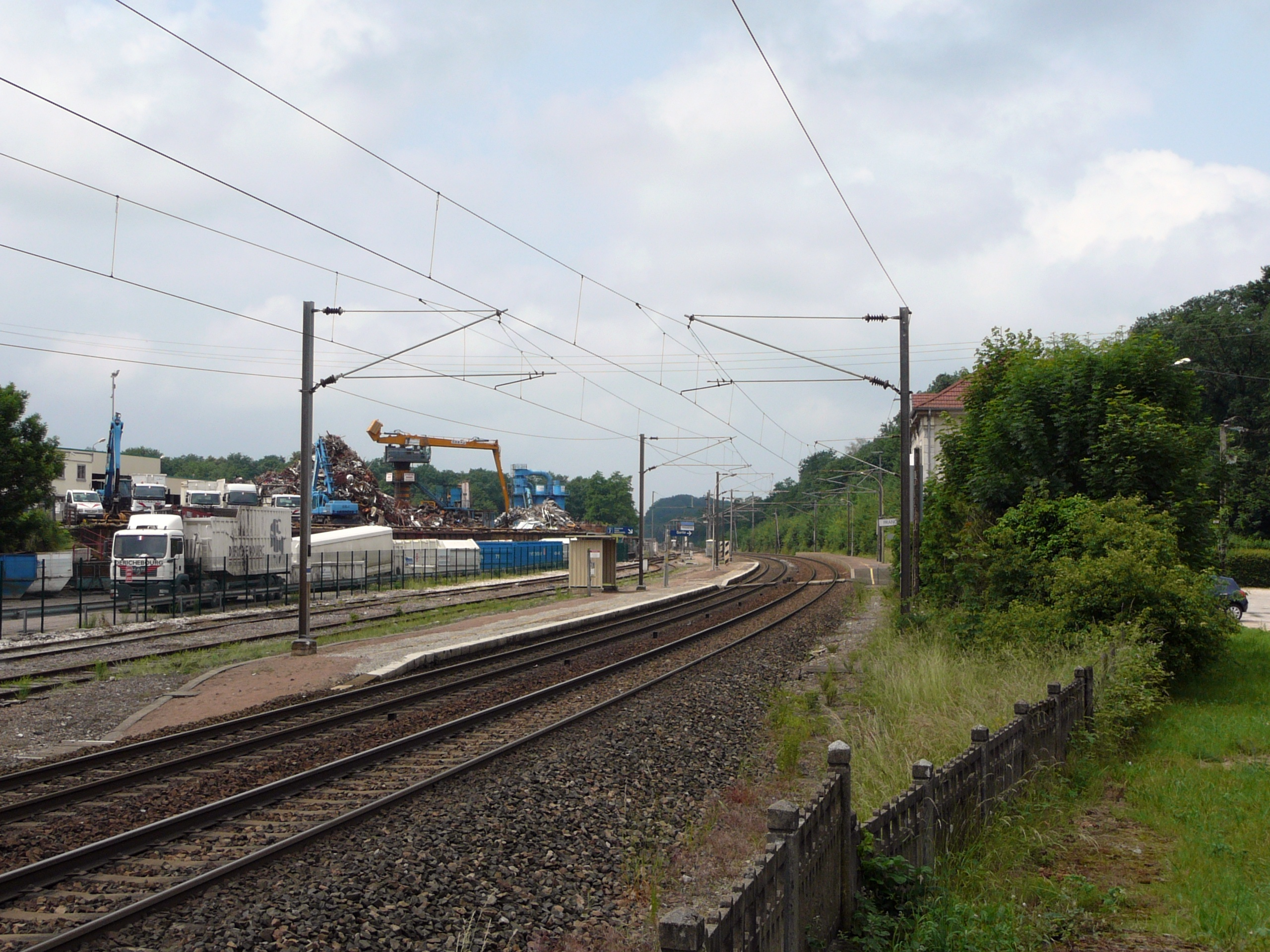
Vue direction Dole/Lons-le-Saunier.
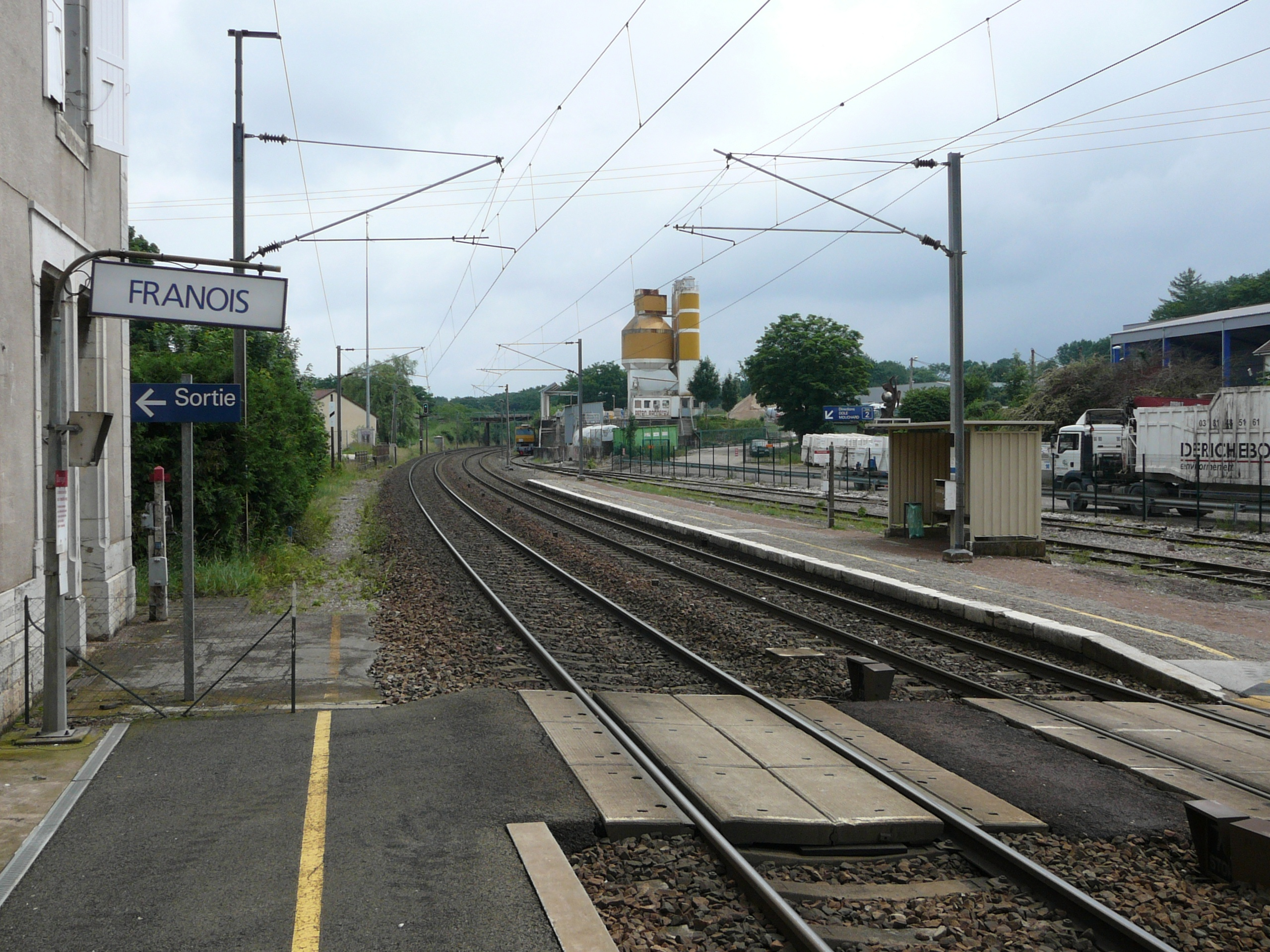
Vue en direction de Besançon.
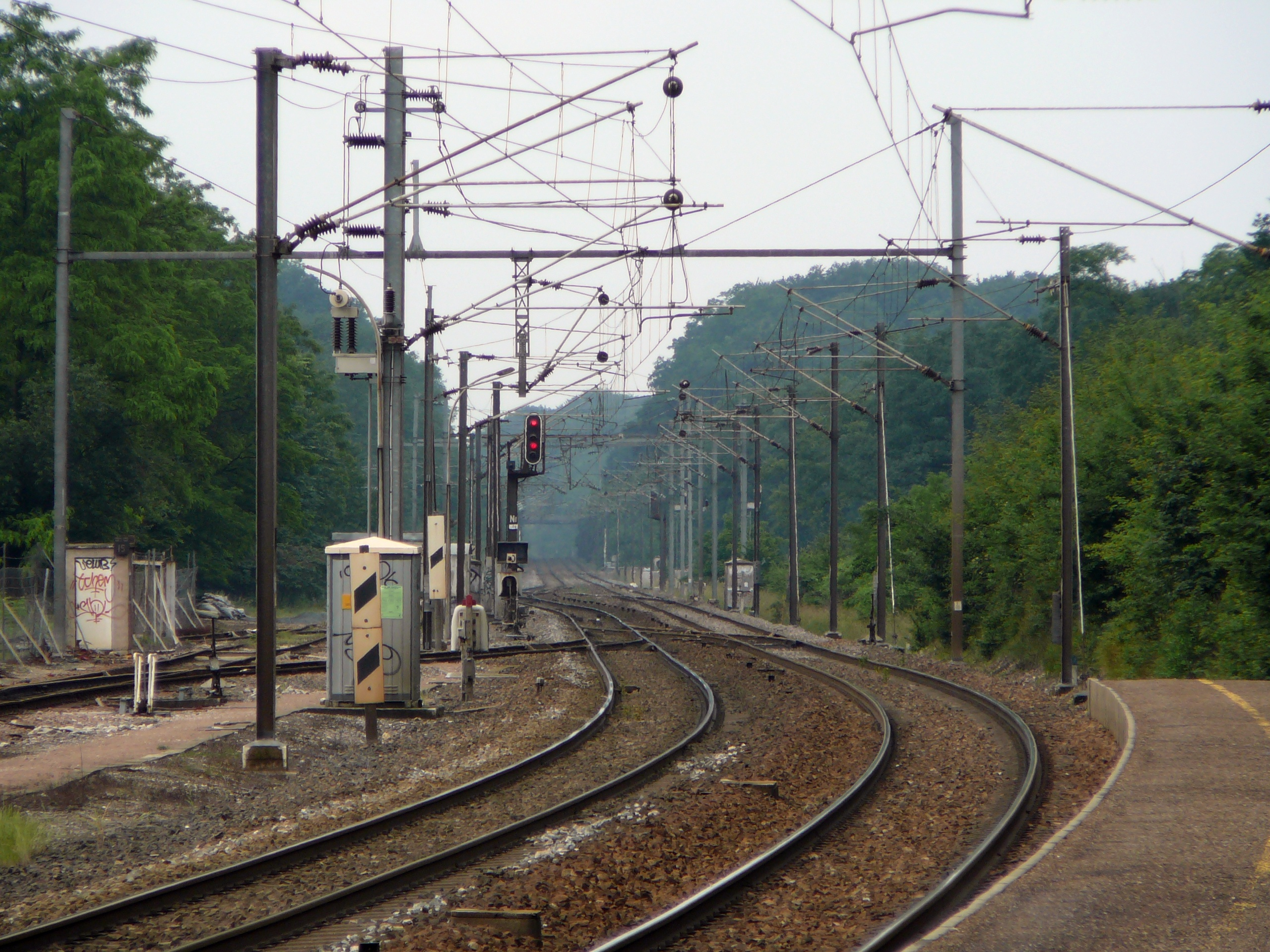
Vue de la bifurcation de Franois : Lons-le-Saunier/Lyon à gauche et Dole/Dijon à droite.
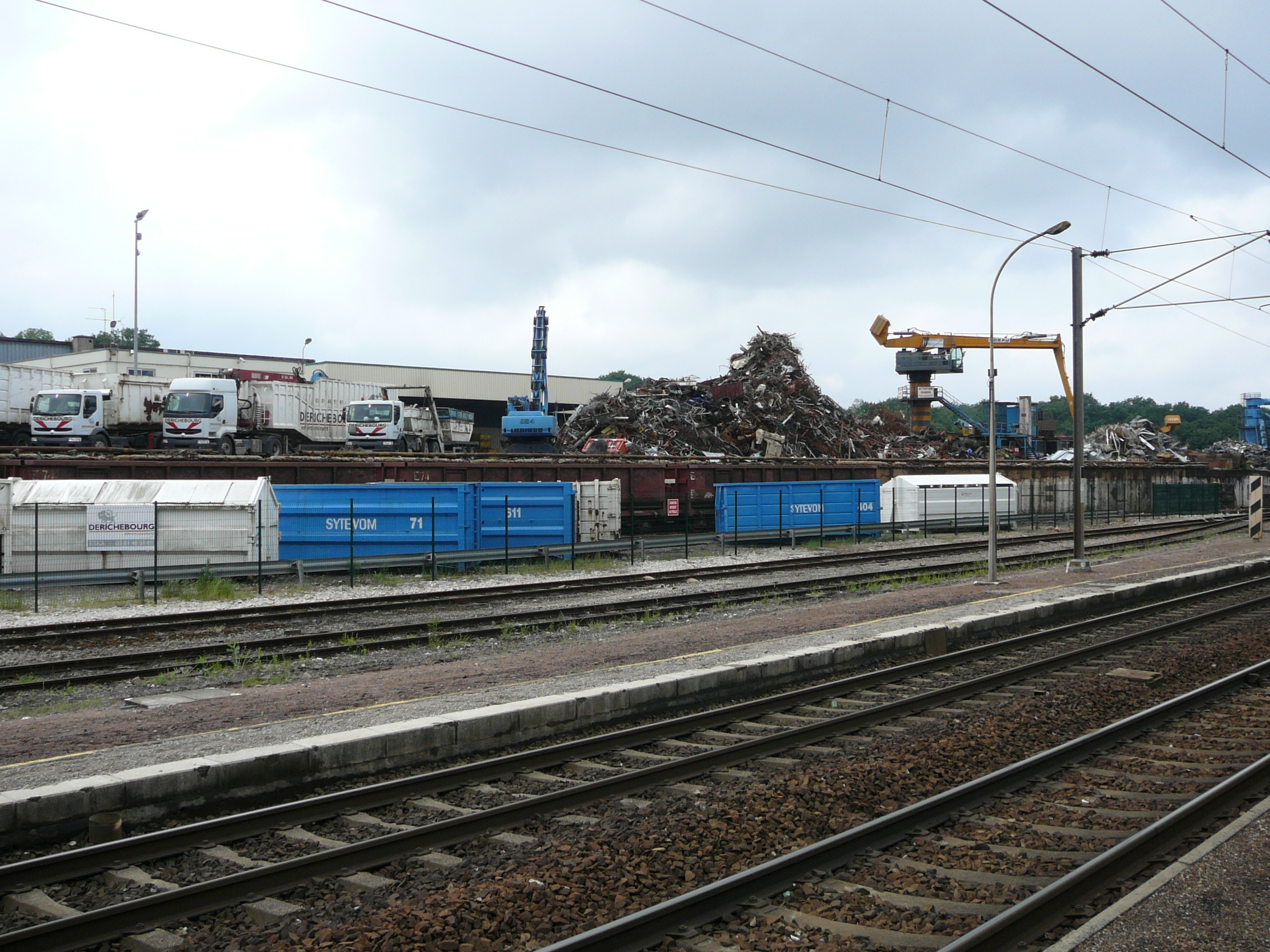
Embranchement particulier de la gare de Franois.